# Yael Naim
Yael Naim (hebreiska יעל נעים), född 6 februari 1978 i Paris, Frankrike, är en fransk-israelisk sångerska och låtskrivare. 
Yael Naim har tunisisk-judiska föräldrar och flyttade som fyraåring till Israel. Hon är mest känd för låten "New Soul" som användes i Apples reklam för MacBook Air. I och med denna låt blev hon den första israeliska soloartisten att få en topp-tio-hit i USA och kom som bäst på plats nr 7 på Billboardlistan.